# Funhouse (álbum de Pink)
Funhouse es el quinto álbum de estudio de la cantante y acróbata estadounidense Pink, publicado el 28 de octubre de 2008. En su lanzamiento el álbum alcanzó el primer puesto en las listas de seis países, entre ellos Australia, Nueva Zelanda, Países Bajos y Reino Unido, y en el número dos en Alemania, Irlanda y Estados Unidos.
El primer sencillo fue «So what», y se convirtió en uno de sus mayores éxitos de su carrera al llegar al número uno del Billboard Hot 100. Le siguieron los sencillos «Sober» y «Please Don't Leave Me», ambos llegando al Top 20. Le siguieron «Funhouse» y «I Don't Believe You» que tuvo un éxito moderado. El último sencillo en ser publicado fue «Glitter In The Air», esto debido a la presentación de la cantante en los premios Grammy de 2010, donde tuvo una gran acogida por la puesta en escena de esta canción, al principio solo fue lanzado en Estados Unidos y Canadá, después comenzó a ingresar en las listas de diferentes países.
El álbum se ubicó en la posición 13 de los álbumes con más ventas a nivel mundial del año 2008, logrando más de 2,5 millones de copias y en el número 17 en 2009. Hasta la fecha ha logrado vender más de 7 millones de copias a nivel mundial.
En un principio el álbum iba a llevar por título Heartbreak Is a Motherfuck*r en referencia a la separación con su marido, el piloto de motocross Carey Hart, pero el nombre fue cambiado para evitar controversias, malas críticas en el público y de esa manera no disminuir las ventas. El álbum ha recibido tres nominaciones a los Premios Grammy. Al igual que su anterior álbum I'm Not Dead, este está clasificado con la etiqueta parental por su contenido explícito.

## Escritura y desarrollo
Pink ha declarado que hasta la fecha Funhouse es su álbum más vulnerable. La mayor parte del material alude al hecho de que Pink estaba recién separada de su marido Carey Hart (aunque el divorcio nunca fue firmado y ambos se reconciliaron pocos meses después del lanzamiento del álbum. El primer sencillo, "So What", abre con la frase "I guess I just lost my husband/I don't know where he went" ("Creo que acaba de perder a mi marido / Yo no sé dónde se fue"). "Please Don't Leave Me" también habla sobre la separación, sobre el que dice "a pesar el todo necesito amor". En "Mean" canta "It was good in the beginning/but how did we get so mean?" ("Fue bueno en el principio / pero ¿cómo hemos llegado tan malo?"). La canción del álbum que más enorgullece a Pink en "Crystal Ball". Ella ha dicho sobre la canción: "Lo grabé en una sola toma y no lo mezcle. Fue directa de dominar. Se trataba de una sensación y no en ser perfecta o brillante. Me encanta esa canción y me encantaba la grabación." Escribió la canción junto con su amigo Billy Mann, que también la ayudó con las canciones "Stupid Girls", "Dear Mr. President" y "I'm Not Dead", entre otras.

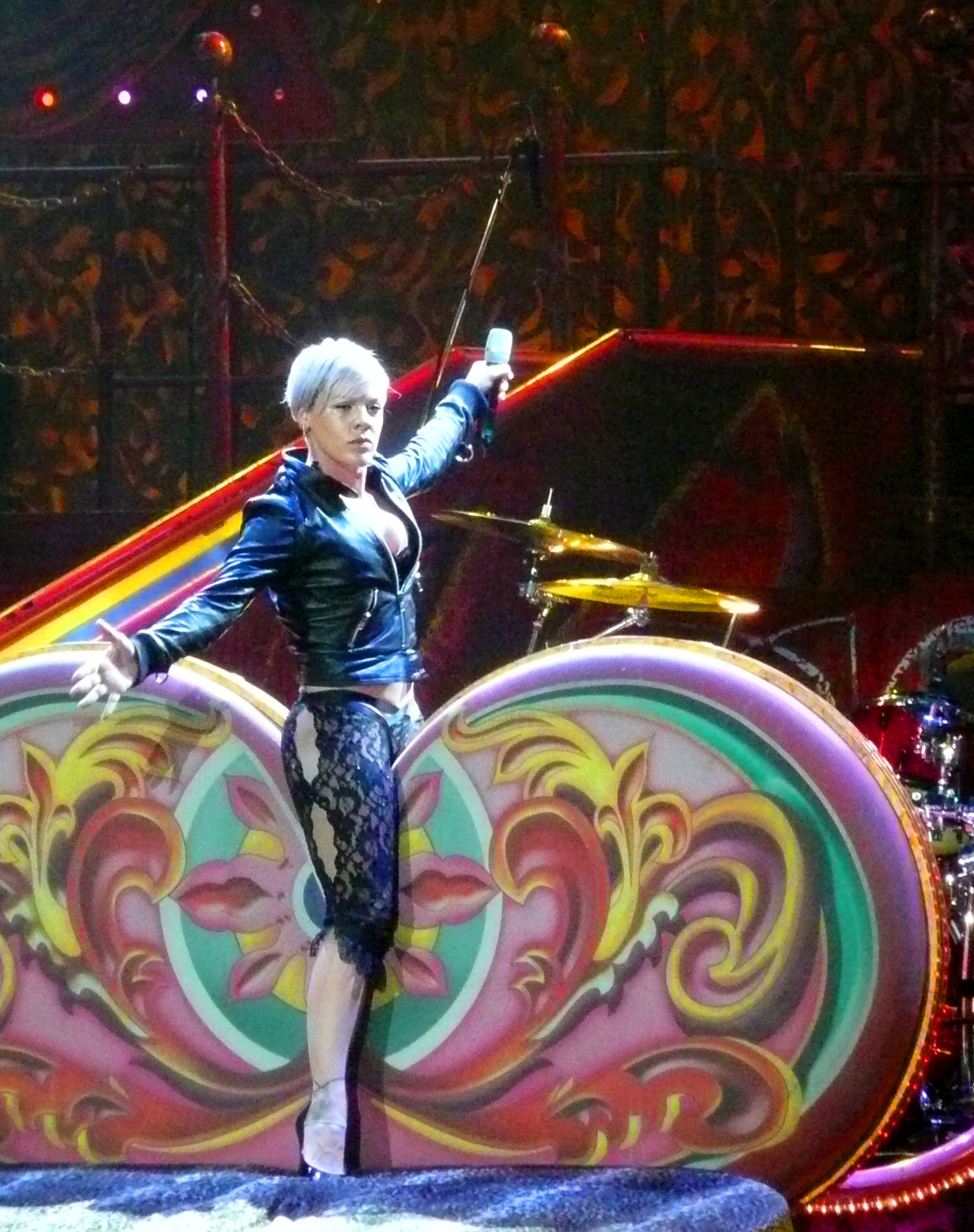
Pink en una presentación durante el Funhouse Tour en 2009.

En "It's All Your Fault", Pink culpa a su amante por haberle dado esperanzas de una relación de amor, entonces hay que renunciar a ella. En "Glitter in the Air", Pink hace muchas preguntas como, "¿Has buscado alguna vez miedo en la cara, y me dijo que simplemente no les importa?", Y "¿Te has odiado por mirar el teléfono?" Pink admite que "todavía no tiene algunas de las respuestas a las preguntas que me formulo en este álbum. Todavía no estoy para entenderlo todo."
Sobre el segundo sencillo del álbum, "Sober", Pink escribió esta canción en una fiesta organizada en su casa, donde todo el mundo estaba borracho o bebiendo, excepto ella, y ella quería que todos se fuesen. Fue a la playa y tenía una frase en la cabeza diciendo "¿Cómo me siento tan bien sobria?". Al final no tenía nada que ver con el alcohol, pero sí con las identidades. "¿Cómo me siento tan bien con sólo yo, sin nadie que lo apoye?", lo que declaró en una entrevista.
En un principio el álbum iba a llevar por título Heartbreak Is a Motherfucke (Hijo de puta) en referencia a la separación con su marido el piloto de motocross Carey Hart, pero la compañía discográfica se opuso debido a que podría afectar las ventas. También dijo que no quería que el álbum parece un disco-up break; "Hay mucho de quiebre en el álbum, pero también hay mucha diversión y es por eso que al final lo llamé Funhouse." Pink también ha declarado que ella ve la vida como un carnaval: "Los payasos se supone que son felices, pero son aterradores, los carnavales se supone que son divertidos, pero en realidad son un poco espeluznantes. Y eso es como la vida para mí, y el amor. El amor es para divertirse, pero a veces puede ser muy espantoso. Y los espejos deformantes que te hacen ver tan distorsionada que no te reconocen y te preguntas: "¿Cómo llegué aquí? ¿Cómo puedo salir de aquí? ' Es una metáfora de estar enamorado y de la vida."

### Información sobre la grabación
Pink declaró que escribió de 30 a 35 canciones para este álbum. "Si tuviera hijos sería como deshacerme de ellos, me gusta uno, pero también debo dejar que otro muera", dice en relación a la forma de elegir las canciones. "Lo bueno es que ahora diferentes países quieren canciones extras y lados B, así que siempre hay un hogar para los otros niños". Pink viajó a otros países para componer y grabar el álbum en colaboración con Eg White en Londres y con Max Martin en Estocolmo. "Fue muy bueno salir de mi casa y alejarme de mi vida. No hay distracciones. No hay teléfonos", explica Pink sobre sus sesiones de grabación.

## Recepción de la crítica
Los comentarios hacia el álbum han sido generalmente positivos. The Daily Telegraph de Sídney le 4.5 de 5 estrellas diciendo:  "El disco es una mezcla balanceada de gemas pop y las baladas poco optimistas." Además añade:  "El poder del pop de Pink se encuentra en la confluencia inteligente de la honestidad del corazón sobre su vida con estribillos y melodías irresistibles hechas a medida que se gritaban por sus fanes".
Otros comentarios positivos como la US Magazine le dieron 4 de 5 estrellas diciendo: "La rebelde ganadora del Grammy de nuevo a los fusibles sin trabas, con letras de canciones perfectas de pop-rock en su quinto CD electrizante. Desde su agresivo éxito "So What" a la vulnerable "Please Don't Leave Me" y la balada a corazón abierto "I Don't Believe You", junto con la rabiosa "It's All Your Fault", Pink confirma que todavía está en la lucha con una forma excelente."
Mezcla de comentarios vinieron de la talla de Rolling Stone y Blender, cada uno que da el álbum tres estrellas. Rolling Stone declaró: "Pink ha demostrado más personalidad antes. Funhouse sería más divertido si Pink tuviese otra postura frente a las canciones de amor".

## Rendimiento en las listas
Funhouse debutó en el número 2 en el Billboard 200 en los Estados Unidos, con ventas de 180 000 copias en su semana de lanzamiento el 18 de noviembre de 2008, por detrás de Black Ice de AC/DC, que vendió 271 000 copias. Es el debut más alto de Pink en Estados Unidos. Después de semanas de caer en la lista, el álbum subió del puesto 21 al 13, y en marzo de 2009 fue certificado por la RIAA con el Disco de platino tras vender más de 1 millón de copias. Hasta la fecha el álbum ha vendido 1,7 millones de copias en Estados Unidos. En su 67.ª semana en la lista, Funhouse salto del puesto 61 al 15 después de la actuación en la ceremonia de los Premio Grammy en febrero de 2010 en donde interpretó "Glitter In The Air". Actualmente cumple 100 semanas en el Billboard 200
En Australia, Funhouse se puso a la venta un día antes de su lanzamiento oficial, vendiendo 7120 copias durante esa jornada. Fue el primer álbum de Pink en debutar en el número uno en dicho país, con ventas de 86 000 copias en su semana de lanzamiento, transformándolo en el debut más exitoso en Australia durante 2008 y fue inmediatamente certificado con el doble disco de platino. Logró estar nueve semanas consecutivas en el número uno, igualando a "The Beatles compilation 1" (20 de noviembre de 200 a 21 de enero de 2001). Fue certificado siete veces platino a solo tres meses de su lanzamiento. En la semana del 20 de abril de 2009, Pink se convirtió en la única artista en tener tres álbumes a la vez en el top 50, Funhouse en el número 8 y sus anteriores álbumes I'm Not Dead y Missundaztood en los puestos 32 y 46 respectivamente. En la semana del 8 de junio Pink rompió otro récord en Australia, ya que sus cinco álbumes de estudio lograron estar en el Top 50, Funhouse en el número 3, I'm Not Dead en el número 12, Try This en el 26, Missundaztood en el 19 y Can't Take Me Home en el puesto 38 además de la caja recopilatoria Missundaztood/Can't Take Me Home que se posicionó en el puesto 39. Actualmente Funhouse ha conseguido 11 veces platino en Australia tras haber vendido 770 000 copias. El álbum finalizó el 2008 y 2009 como el segundo más vendido en dicho país. Esto ha causado que Pink haya tenido el número dos durante cuatro años consecutivos, ya que I'm Not Dead fue número dos durante 2006 y 2007. El 7 de enero de 2010 fue proclamado como el segundo álbum más exitoso de la década.
En el Reino Unido vendió 37 100 copias en su primer día, superando a A Hundred Million Suns de Snow Patrol que vendió 34 000 copias en su primera semana. A mitad de semana ya había vendido 86 000 ejemplares en comparación con los 70 000 de Patrol. Funhouse se convirtió en su primer número uno en el Reino Unido, entrando en esa posición el 2 de noviembre de 2008. En la actualidad ha sido certificado 3 veces con el platino tras vender 900 000 copias, con un total de 1 millón de unidades vendidas hasta la fecha. Además de la publicación de los sencillos del álbum, otros acontecimientos notables ayudaron al éxito comercial del álbum, entre ellos la primera escala de su gira por Reino Unido, que comenzó en abril de 2009 y concluyó en mayo. Fue proclamado como el noveno disco más vendido durante 2008 con tan solo 9 semanas desde su publicación.
El 31 de octubre de 2008 Funhouse debutó en el número uno en el Top 100 de los Países Bajos, convirtiéndolo en su debut más exitoso en dicho territorio.
En Nueva Zelanda, Funhouse debutó en el número uno el 3 de noviembre de 2008, convirtiéndose en debut más alto de Pink en ese país. El álbum vendió más de 15 000 copias en su primera semana y fue certificado disco de platino. El álbum se mantuvo en el número uno por segunda semana consecutiva, antes de caer al número tres en su tercera semana. Funhouse fue certificado 3x Platino después de cincuenta y cuatro semanas en la lista, tras vender más de 45 000 copias.
En Suiza debutó en el número uno el 5 de noviembre de 2008. Se vendieron más de 30 000 copias en su primera semana, por lo que fue certificado disco de platino.
En Alemania debutó en el número dos, tras vender más de 80 000 copias en su semana debut. En su semana 54 volvió al top 10 saltando de la posición 48 a la 6. En la semana 64 volvió a subir de la posición 10 a la 4 y en la semana 80 volvió a dar un salto del número 37 a 13. Hasta el momento ha sido certificado con el triple disco de platino en Alemania tras vender más de 700 000 copias.

## Sencillos
- "So What": Hasta la fecha es el sencillo más exitoso de la cantante llegando al puesto número 1 en varios países de Europa, América y Oceanía, vendiendo más de 7,8 millones de copias. La canción habla de su ruptura con Carey Hart, el video fue dirigido por Dave Mayer con quien ya había colaborado antes en otros videos como "Get the Party Started" o "Don't Let Me Get Me".
- "Sober": Es el segundo sencillo lanzado por la artista, manteniendo el éxito de su antecesor, este llegó a vender más de 4,4 millones de copias y llegó al top 10 en varios países. Su video fue grabado en Suecia por el director Jonas Akerlund con quien trabajó por primera vez. El video es bastante polémico debido a las escenas lésbicas que se muestran en este.
- "Please Don't Leave Me": Es el tercer sencillo lanzado del álbum, al principio no ingresó en las listas de popularidad, pero actualmente ha logrado vender más de 2,8 millones de copias, y ha logrado mantenerse dentro del top 20 en varios países como Canadá, Estados Unidos y Australia. Al igual que su antecesor cuenta con un video bastante controversial el cual muestra como lastima violentamente a su pareja, el video cuenta con una versión censurada la cual disminuye las escenas de violencia. El video fue dirigido por Dave Mayer.
- "Bad Influence": Es el cuarto sencillo lanzado solo en Australia y Nueva Zelanda, logrando posicionarse de los primeros 20 lugares en estos países, sin embargo no se ha realizado un video para la promoción de este.
- "Funhouse": Es el cuarto sencillo a nivel mundial, el video se grabó el 20 de junio en el Reino Unido, se lanzó para principios de agosto. Tony Kanal de No Doubt coescribió la canción, el video se ve a la cantante en unas ruinas de una casa incendiada. Ha recibido buena crítica por parte de los críticos especializados y los fanes, la canción ha logrado el top 20 en varios países.
- "I Don't Believe You": Es el quinto sencillo lanzado a nivel mundial, el video se grabó en septiembre y fue dirigido por Sophie Muller con quien ya había trabajado antes en el video de "Family Portrait". Transcurre en blanco y negro y podemos ver a la cantante con un vestido de novia. Ingreso a las listas musicales de países como Australia, Reino Unido y Países Bajos.
- "Glitter In The Air": Es el quinto sencillo en Estados Unidos y el sexto a nivel mundial. El sencillo se decidió lanzarlo después de la presentación de la cantante en los premios Grammy de 2010 y ha debutado en el puesto 18 y 13 en Estados Unidos y Canadá respectivamente, siendo uno de los más altos debut de la cantante junto con "So What" y "Stupid Girl".

## Promoción y Tour
Pink ha promocionado el álbum en diferentes programas de televisión como lo fue en el de Ellen Deggeneres y en el cual presentó canciones como "So what" y "Funhouse", también mediante la cadena de televisión Much Music, realizó las presentaciones de canciones como "Sober" y "So What". Pink cantó "So What" en los MTV Video Music Awards 2008 y "Sober" en el 2009, la presentación fue la misma que se muestra en el "Funhouse tour" y fue bien aclamado por parte de los espectadores del show.
Para promover el álbum, la cantante decidió emprender una nueva gira que comenzó a principios de 2009 teniendo un gran éxito en las primeras presentaciones, de igual forma la cantante decidió romper con el mayor récord de presentaciones en Australia con 58 espectáculos en este país, esto generó que los 5 discos de la cantante estuvieran en el top 30 de ese país. La gira ha recibido críticas positivas por parte del público y de los especialistas en música. Ya se ha lanzado en algunos países un DVD con las presenteaciones de la cantante realizados en Sídney, Australia, llamado Pink: Live in Australia.

## Lista de canciones

### Standard
| N.º | Título                       | Escritor(es)                                           | Productor(es)                         | Duración |  |
| 1.  | «So What»                    | Pink, Max Martin, Shellback, Anastacia                 | Max Martin                            | 3:35     |  |
| 2.  | «Sober»                      | Pink, Nathaniel Hills, Kara DioGuardi, Marcella Ariaca | Danja, Tony Kanal, Jimmy Harry        | 4:11     |  |
| 3.  | «I Don't Believe You»        | Pink, Max Martin                                       | Max Martin                            | 4:36     |  |
| 4.  | «One Foot Wrong»             | Pink, Francis White                                    | Eg White                              | 3:24     |  |
| 5.  | «Please Don't Leave Me»      | Pink, Max Martin                                       | Max Martin                            | 3:52     |  |
| 6.  | «Bad Influence»              | Pink, Billy Mann, Butch Walke], MachoPsycho            | Billy Mann, Butch Walker, MachoPsycho | 3:37     |  |
| 7.  | «Funhouse»                   | Pink, Tony Kanal, Jimmy Harry                          | Tony Kanal, Jimmy Harry               | 3:25     |  |
| 8.  | «Crystal Ball»               | Pink, Billy Mann                                       | Billy Mann                            | 3:26     |  |
| 9.  | «Mean»                       | Pink, Butch Walker                                     | Butch Walker                          | 4:15     |  |
| 10. | «It's All Your Fault»        | Pink, Max Martin, Shellback                            | Max Martin                            | 3:53     |  |
| 11. | «Ave Mary A» (con Anastacia) | Pink, Billy Mann, Pete Wallace, Anastacia              | Billy Mann, Al Clay                   | 3:17     |  |
| 12. | «Glitter In The Air»         | Pink, Billy Mann                                       | Billy Mann                            | 3:45     |  |

#### Temas extra
International Edition
| N.º | Título                                        | Escritor(es)       | Productor(es) | Duración |  |
| 13. | «This Is How It Goes Down» (con Travis McCoy) | Pink, Butch Walker | Butch Walker  | 3:19     |  |

Japanese Edition
| N.º | Título   | Escritor(es)                | Productor(es) | Duración |  |
| 13. | «Boring» | Pink, Max Martin, Shellback | Max Martin    | 3:15     |  |

U.K. Edition
| N.º | Título                                        | Escritor(es)                | Productor(es) | Duración |  |
| 13. | «This Is How It Goes Down» (con Travis McCoy) | Pink, Butch Walker          | Butch Walker  | 3:19     |  |
| 14. | «Boring»                                      | Pink, Max Martin, Shellback | Max Martin    | 3:15     |  |

iTunes
| N.º | Título                    | Escritor(es)     | Productor(es) | Duración |  |
| 13. | «Why Did I Ever Like You» | Pink, Greg Wells | Greg Wells    | 3:25     |  |
| 14. | «Could've Had Everything» | Pink, Eg White   | Eg White      | 3:09     |  |

## Lanzamiento
| País            | Fecha                 | Formato              | Discográfica |
| --------------- | --------------------- | -------------------- | ------------ |
| Austria         | 24 de octubre de 2008 | CD, descarga digital | Sony BMG     |
| Noruega         | 24 de octubre de 2008 | CD, descarga digital | Sony BMG     |
| Alemania        | 24 de octubre de 2008 | CD, descarga digital | Sony BMG     |
| Italia          | 24 de octubre de 2008 | CD, descarga digital | Sony BMG     |
| Suiza           | 24 de octubre de 2008 | CD, descarga digital | Sony BMG     |
| Australia       | 25 de octubre de 2008 | CD, descarga digital | Sony BMG     |
| Reino Unido     | 27 de octubre de 2008 | CD, descarga digital | Sony BMG     |
| México          | 27 de octubre de 2008 | CD, descarga digital | Sony BMG     |
| Corea           | 27 de octubre de 2008 | CD, descarga digital | Sony BMG     |
| España          | 28 de octubre de 2008 | CD, descarga digital | Sony BMG     |
| Canadá          | 28 de octubre de 2008 | CD, descarga digital | Sony BMG     |
| Estados Unidos  | 28 de octubre de 2008 | CD, descarga digital | Sony BMG     |
| Argentina       | 29 de octubre de 2008 | CD, descarga digital | Sony BMG     |
| República Checa | 29 de octubre de 2008 | CD, descarga digital | Sony BMG     |
| Rusia           | 29 de octubre de 2008 | CD, descarga digital | Sony BMG     |
| Países Bajos    | 29 de octubre de 2008 | CD, descarga digital | Sony BMG     |
| Brasil          | 31 de octubre de 2008 | CD, descarga digital | Sony BMG     |
| Venezuela       | 31 de octubre de 2008 | CD, descarga digital | Sony BMG     |

## Posiciones en listas del mundo
| Lista (2008–2009)                  | País                 | Mejor posición | Certificación           | Ventas     |
| ---------------------------------- | -------------------- | -------------- | ----------------------- | ---------- |
| Argentina Albums                   | CAPIF                | 4              |                         |            |
| Australia ARIA Albums              | ARIA                 | 1              | 11x Platino             | 800.000+   |
| Austria Albums                     | Media Control Europe | 3              | Platino                 | 60.000     |
| Bélgica (Flandes)                  | IFPI/Ultratop        | 3              | Platino                 | 50.000+    |
| Bélgica Albums (Valonia)           | IFPI/Ultratop        | 10             | Platino                 | 50.000+    |
| Canadá                             | CRIA                 | 3              | 2x Platino              | 250.000+   |
| Chipre Albums                      | All Records          | 1              |                         |            |
| República Checa                    | IFPI                 | 5              |                         |            |
| Dinamarca                          | IFPI                 | 4              | Platino                 | 30.000     |
| Países Bajos                       | MegaCharts/NVPI      | 1              | Platino[cita requerida] | 70.000+    |
| Europa                             | IFPI                 | 1              | 2x Platino              | 2.000.000  |
| Finlandia Albums Suomen virallinen | IFPI                 | 5              | Oro                     | 22.000+    |
| Francia                            | SNEP/IFOP            | 4              | Platino                 | 250.000    |
| Alemania                           | IFPI/Media Control   | 2              | 3 x Platino             | 600.000+   |
| Grecia Albums (general)            | IFPI                 | 8              | Oro                     | 3.000      |
| Grecia Albums (Internacional)      | IFPI                 | 8              | Oro                     | 3.000      |
| Hungría Albums                     | MAHASZ               | 3              | Oro                     | 3.000      |
| Irlanda Album Chart                | IRMA                 | 2              | 3 x Platino             | 45.000     |
| Italia                             | FIMI                 | 17             |                         |            |
| Japón Albums (general)             | Oricon               | 33             |                         | 70.000     |
| Japón Albums (Internacional)       | Oricon               | 11             |                         | 70.000     |
| México Albums                      | AMPROFON             | 13             |                         |            |
| Nueva Zelanda                      | RIANZ                | 1              | 2x Platino              | 45.000+    |
| Noruega Albums                     | IFPI/VG-Lista        | 18             |                         |            |
| Polonia Albums Chart               | ZPAV                 | 29             | Gold                    | 15.000     |
| Rusia Albums                       |                      | 2              | Platino                 | 30.000+    |
| Sud Africa Albums                  | Radio Sonder Grense  | 10             |                         |            |
| España Albums                      | PROMUSICAE           | 43             |                         |            |
| Suecia Albums                      | GLF                  | 3              | Oro                     | 20.000+    |
| Suiza Albums                       | Media Control Europe | 1              | 2 x Platino             | 90.000+    |
| UK Albums Chart                    | OOC                  | 1              | 3x Platino              | 1.160.000+ |
| EE. UU. Billboard 200              | Billboard/RIAA       | 2              | Platino                 | 1.810.000  |

| Ventas mundiales |
| ---------------- |
| 7.200.000+       |

### Lista de posiciones a finales de año
| Año  | País           | Lista                                                  | Posición |
| ---- | -------------- | ------------------------------------------------------ | -------- |
| 2008 | Australia      | ARIA End Of Year Albums                                | 2        |
| 2008 | Austria        | Media Control End Of Year Albums                       | 28       |
| 2008 | Bélgica        | Ultratop annual                                        | 70       |
| 2008 | Alemania       | Media Control Album Jahreschart                        | 32       |
| 2008 | Países Bajos   | GFK End Of Year Albums                                 | 45       |
| 2008 | Nueva Zelanda  | RIANZ End Of Year Albums                               | 9        |
| 2008 | Suiza          | Media Control Europe End Of Year Albums                | 11       |
| 2008 | Reino Unido    | The Official Charts Company End Of Year Albums         | 9        |
| 2008 | Estados Unidos | Billboard 200 End Of Year Albums                       | 130      |
| 2008 | Estados Unidos | Billboard 200 Top Artists End Of Year Albums           | 79       |
| 2008 | Estados Unidos | Billboard Top Comprehensive Albums End Of Year Albums  | 132      |
| 2008 | Estados Unidos | Billboard Top Comprehensive Artists End Of Year Albums | 83       |

| Año  | País          | Lista                                                  | Posición |
| ---- | ------------- | ------------------------------------------------------ | -------- |
| 2008 | Australia     | ARIA End Of Year Albums                                | 2        |
| 2008 | Austria       | Media Control End Of Year Albums                       | 28       |
| 2008 | Bélgica       | Ultratop annual                                        | 70       |
| 2008 | Francia       | IFPI End Of Year Albums                                | 55       |
| 2008 | Alemania      | Media Control Album Jahreschart                        | 32       |
| 2008 | Holanda       | GFK End Of Year Albums                                 | 45       |
| 2008 | Nueva Zelanda | RIANZ End Of Year Albums                               | 9        |
| 2008 | Suiza         | Media Control Europe End Of Year Albums                | 11       |
| 2008 | R.U.          | The Official Charts Company End Of Year Albums         | 9        |
| 2008 | EE. UU.       | Billboard 200 End Of Year Albums                       | 130      |
| 2008 | EE. UU.       | Billboard 200 Top Artists End Of Year Albums           | 79       |
| 2008 | EE. UU.       | Billboard Top Comprehensive Albums End Of Year Albums  | 132      |
| 2008 | EE. UU.       | Billboard Top Comprehensive Artists End Of Year Albums | 83       |
| 2008 | Mundial       | IFPI World End Of Year Albums                          | 13       |

| Año  | País        | Lista                                         | Posición |
| ---- | ----------- | --------------------------------------------- | -------- |
| 2009 | Australia   | ARIA End Of Year Albums                       | 2        |
| 2009 |             |                                               |          |
| 2009 | Austria     | Media Control Europe/IFPI End of Year Albums  | 4        |
| 2009 | Alemania    | Media Control End Of Year Albums              | 6        |
| 2009 | Holanda     | GFK/NVPI End Of Year Albums                   | 25       |
| 2009 | Suiza       | Media Control Europe/IFPI End of Year Albums  | 3        |
| 2009 | Reino Unido | Official UK Charts Company End of Year Albums | 23       |
| 2009 | EE. UU.     | Billboard 200                                 | 16       |

## Premios

### 2008
| Premios                    | Categoría                          | Resultado |
| -------------------------- | ---------------------------------- | --------- |
| Fuse TV                    | Mejor Vídeo de 2008                | Nominada  |
| MTV Europe Music Awards    | Canción más adictiva               | Ganadora  |
| Rockbjörnen (Suecia)       | Mejor Artista Internacional        | Nominada  |
| Virgin Music Awards (R.U.) | Mejor International Act            | Nominada  |
| World Music Awards         | World Best Selling Rock/Pop Artist | Nominada  |

### 2009
| Ceremonia                        | Categoría                            | Resultado |
| -------------------------------- | ------------------------------------ | --------- |
| MTV Australia Awards             | Mejor Vídeo                          | Ganadora  |
| Brit Awards                      | Mejor Artista femenina Internacional | Nominada  |
| Grammy Awards                    | Mejor Actuación vocal pop femenina   | Nominada  |
| International Dance Music Awards | Mejor Canción Pop de Baile           | Nominada  |
| Meteor Music Awards              | Mejor International Female           | Nominada  |
| NRJ Radio Music (France)         | Mejor International Female           | Nominada  |
| NRJ Radio Music (France)         | Mejor Álbum Internacional            | Nominada  |
| MTV Video Music Awards           | Mejor Vídeo femenino                 | Nominada  |